# Ameloblastina
Ameloblastina, también conocida como amelina, es una glicoproteína específica de los dientes.

Aunque menos del 5% del esmalte dental consiste de proteínas, las ameloblastinas comprenden 5%-10% de todas proteínas del esmalte. Esta proteína es formada por los ameloblastos durante la etapa temprana de secreción hasta las etapas tardías de la amelogenesis.  

## Función
Aunque no está completamente entendida la función de las ameloblastinas, numerosos estudios han mostrado que la ameloblastina regula la diferenciación ameloblástica y se cree que controla y promueve la mineralización y elongación de los cristales de hidroxiapatita en el esmalte durante el desarrollo dental.
Estudios de inmunolocalización han mostrado que la Ameloblastina es expresada en períodos bastante tempranos en la odontogénesis, de manera transitoria en los preodontoblatos, en la matriz del esmalte y uno de sus isoformos en las regiones de iniciación de formación del cemento radicular.

Otras proteínas importantes en el esmalte son: ameloblastinas, enamelinas, y tuftelinas.

## Gen
El gen AMBN, que codifica para la síntesis deameloblastina se encuentra en el cromosoma 4 en la región: q